# Политическо убежище
Политическо убежище e правото да се живее в чужда страна и е давано от управлението на тази страна за гражданите на друга страна, които в собствената им страна са обект на преследване и са в опасност . Обикновено гражданите изпитват такива затруднения или дори страдания, които да ги доведат до търсенето на политическо убежище, когато в тяхната страна има диктатура, гражданските и човешките права не са спазвани при това в голям обсег, тоест масово, и тази ситуация силно накърнява тяхното човешко достойнство и/или тяхната физическа сигурност.